# Zuid-Osseetse presidentsverkiezingen 2022
In de beperkt erkende afscheidingsrepubliek Zuid-Ossetië van Georgië vonden op 10 april 2022 presidentsverkiezingen plaats. Geen van de vijf kandidaten behaalde meer dan 50% van de stemmen, waardoor een tweede ronde plaatsvond op 8 mei 2022 tussen zittend president Anatoli Bibilov en Nychas partijleider Alan Gaglojev. Laatstgenoemde won met ruim 56% van de stemmen, bij een opkomst van bijna 74%. Op 24 mei 2022 vond de overdracht van het presidentschap plaats.
Het grootste deel van de internationale gemeenschap, inclusief Georgië, beschouwt de verkiezingen als illegaal en erkent deze niet, in tegenstelling tot Rusland en bondgenoten die de onafhankelijkheid van Zuid-Ossetië en de verkiezingen erkennen.

## Kandidaten
Er werden op 16 maart 2022 vijf kandidaten definitief geregistreerd voor deze verkiezing, nadat twaalf kandidaten werden geweigerd door de centrale verkiezingsautoriteiten. Hieronder bevonden zich sterke concurrenten voor Bibilov, zoals voormalig gezant voor mensenrechten en minister van buitenlandse zaken in de regio David Sanakojev waartegen het Internationaal Strafhof in maart 2022 een arrestatiebevel uitvaardigde. Voormalig president Edoeard Kokojti probeerde mee te doen, maar werd net als in 2017 geweigerd. Kandidaat Alan Gaglojev stond in 2017 ook op het stembiljet en eindigde toen als derde achter winnaar Anatoli Bibilov en zittend president Leonid Tibilov.
| Kandidaat         | Partij | Partij           | Functies | Ref.   |
| ----------------- | ------ | ---------------- | --- | ------ |
| Anatoli Bibilov   |        | Verenigd Ossetië | President van Zuid-Ossetië (sinds 2017)                                                                                           | [ 9 ]  |
| Alan Gaglojev     |        | Nychas           | Parlementslid (sinds 2019), leider van Nychas (sinds 2020) Tot 2017 officer Zuid-Ossetische KGB, veteraan 2004 en 2008 conflicten | [ 10 ] |
| Garry Moeldarov   |        | Onafhankelijk    | Parlementslid (sinds 2019), werkzaam bij Zuid-Ossetische KGB                                                                      | [ 11 ] |
| Aleksander Plijev |        | Volkspartij      | Vice-voorzitter parlement (sinds 2019), leider Volkspartij (sinds 2014)                                                           | [ 12 ] |
| Dmitri Tasojev    |        | Onafhankelijk    | Parlementslid (sinds 2014) | [ 13 ] |

## Campagne
President Bibilov deed de verkiezingsbelofte de aansluiting bij Rusland en vereniging met Noord-Ossetië te regelen, iets dat hij al sinds 2014 regelmatig probeerde. Op 30 maart 2022 kondigde hij aan het "juridische proces" hiertoe na de verkiezingen te starten. Russische politici reageerden positief maar eisten een referendum, wat vervolgens begin april in gang werd gezet. Bibilov werd hierin gesteund door alle voormalige presidenten van de zelfverklaarde republiek.
Oppositiekandidaat Alan Gaglojev had in de campagne forse kritiek op het beleid van Bibilov zoals de toegenomen wetteloosheid, problemen met de scheiding der machten, de rechterlijke macht, het zwakke lokale zelfbestuur (van de districten), de sociale ongelijkheid en corruptie waarbij Russische staatsdonaties in de zakken van de machthebbers verdwijnen. Verder was hij kritisch over het voorgestelde referendum over aansluiting bij Rusland. Gaglojev stelde dat Bibilov "onze Russische collega's in deze situatie sleept, waardoor de Russische Federatie in diskrediet wordt gebracht en anti-Russische sentimenten in de republiek ontstaan. Ik denk dat de huidige autoriteiten van Rusland, vertegenwoordigd door president Vladimir Vladimirovitsj Poetin, nog steeds bezig zijn met andere zaken, die serieuzer zijn".

## Resultaten
Op 10 april 2022 moest president Anatoli Bibilov het in de eerste ronde van de presidentsverkiezingen afleggen tegen Alan Gaglojev die de meeste stemmen kreeg. De drie afgevallen kandidaten verklaarden Gaglojev te steunen voor de tweede ronde tegen Bibilov die gehouden werd op 8 mei 2022. Gaglojev won deze ronde met ruim 56% van de stemmen. Er werden bijna 6000 stembiljetten in het buitenland verspreid over vier stembureaus in Vladikavkaz (Noord-Ossetië), Moskou en Soechoemi (Abchazië), welke bijna allemaal gebruikt werden. De verkiezingscommissie zette de machtsoverdracht op 24 mei 2022.
De oorzaak van Bibilovs nederlaag, die in 2017 nog een makkelijke overwinning boekte, moet volgens lokale kenners gezocht worden in de vele misstanden en schandalen die de voorbije jaren onder Bibilov de revue hebben gepasseerd. Zo was er een gevangenisdode door marteling na diens arrestatie onder beschuldiging van het plegen van een aanslag op de minister van Binnenlandse Zaken en verlamde het parlement als gevolg van deze zaak. Daarnaast waren er schandalen rond smokkel en corruptie, problemen met de goedereninvoer uit Rusland en de zaak Tsnelisi-Tsjortsjana, een betwist gebied tussen Zuid-Ossetië en de centrale autoriteiten van Georgië die laatstgenoemde controleert in weerwil van Zuid-Osseetse territoriale claims. Verder deed Bibilov er alles aan om kansrijke kandidaten niet te laten deelnemen aan de verkiezingen, wat de boosheid over zijn manier van besturen verder voedde.
| | Alan Gaglojev                | Nychas                       | 10.707 | 38,55 | 16.134 | 56,09 |
| | Anatoli Bibilov              | Verenigd Ossetië             | 9.706  | 34,95 | 11.767 | 40,90 |
| | Aleksander Plijev            | Volkspartij van Zuid-Ossetië | 3.434  | 12,37 |        |       |
| | Garry Moeldarov              | Onafhankelijk                | 2.592  | 9,33  |        |       |
| | Dmitri Tasojev               | Onafhankelijk                | 822    | 2,96  |        |       |
| Geen van allen | Geen van allen               |                              | 510    | 1,84  | 867    | 3,01  |
| Totaal | Totaal                       | Totaal                       | 27.771 | 100   | 28.768 | 100   |
| |                              |                              |        |       |        |       |
| Geldige stemmen | Geldige stemmen              | Geldige stemmen              | 27.771 |       | 28.768 |       |
| Ongeldige / verloren stemmen | Ongeldige / verloren stemmen | Ongeldige / verloren stemmen | 1.286  |       | 655    |       |
| Totale stemmen | Totale stemmen               | Totale stemmen               | 29.057 |       | 29.423 |       |
| Kiesgerechtigden / opkomst | Kiesgerechtigden / opkomst   | Kiesgerechtigden / opkomst   | 39.282 | 74,0  | 39.798 | 73,9  |
| Bronnen: eerste ronde definitieve uitslag via RES Agency, voorlopige uitslag CIK RUO. Tweede ronde definitieve uitslag RES Agency; voorlopigie uitslag, CIK RUO, RES Agency. |                              |                              |        |       |        |       |

## Waarnemers
Het grootste deel van de internationale gemeenschap, inclusief Georgië, bestempelt de verkiezingen in Zuid-Ossetië illegaal. De internationale organisaties in Europa die verkiezingen waarnemen sturen geen missies, zoals het Bureau voor Democratische Instellingen en Mensenrechten (ODIHR) van de OVSE, de EU, de Parlementaire Vergadering van de Raad van Europa (PACE) en andere organisaties. De autoriteiten in Zuid-Ossetië rekruteren doorgaans in samenwerking met Rusland onofficiële waarnemers uit sympathiserende kringen. Bij de eerste ronde waren ruim 60 van dergelijke waarnemers uit Rusland, Venezuela en Syrië, maar ook uit EU-lidstaten Oostenrijk en Italië, de Georgische afscheidingsregio Abchazië, en de zelfverklaarde volksrepublieken Donetsk en Loegansk. De Russische waarnemersmissies konden geen punt van kritiek vinden en waren lovend over de gang van zaken als "voorbeeld voor andere regio's, ook in Rusland". Voor de tweede ronde waren waarnemers aanwezig uit Rusland, Abchazië, Donetsk en Loegansk. Russische waarnemers zagen in de tweede ronde meer slordigheden, minder goede organisatie en noteerden schendingen. De verkiezingen werden volgens de Zuid-Osseetse autoriteiten door ongeveer 60 geaccrediteerde journalisten verslagen, waarvan twee derde uit Rusland en de rest uit Zuid-Ossetië.

## Reacties
- Georgië - Tbilisi veroordeelde de verkiezingen als illegaal en in strijd met het internationaal recht en de soevereiniteit en territoriale integriteit van Georgië.[5]
- Rusland - President Vladimir Poetin feliciteerde winnaar Gaglojev op 10 mei 2022 met zijn verkiezing en sprak de verwachting uit dat Gaglojev de "verdere versterking van de bilaterale betrekkingen op basis van de principes van het alliantie en strategisch partnerschap" zal bevorderen.[39] Politici in Rusland stelden in een reactie te hopen op continuïteit in de relatie tussen beiden, en signaleerden dat een aansluitingsreferendum voor Gaglojev geen prioriteit is.[40]
- Europese Unie - De ambassadeur voor de EU in Georgië, Carl Hartzell, stelde in een verklaring dat de EU "het constitutionele en juridische kader waarbinnen de zogenaamde presidentsverkiezingen vandaag plaatsvinden in de afgescheiden Georgische regio Zuid-Ossetië niet erkennen" en dat de EU het beleid van niet-erkenning blijft voortzetten.[41]
- Verenigde Staten - De Amerikaanse ambassade in Tbilisi stelt in een verklaring dat "de Verenigde Staten de legitimiteit van de zogenaamde presidentsverkiezingen die op 10 april in de Georgische regio Zuid-Ossetië zijn gehouden niet erkennen en de uitkomst ervan niet zal erkennen. Ons standpunt over Abchazië en Zuid-Ossetië blijft duidelijk: deze regio's maken integraal deel uit van Georgië".[42] De Amerikaanse senator Jim Risch veroordeelde de verkiezing scherp en onderstreepte dat Oekraïne niet de enige natie is die Poetin probeert te "ontmantelen en vernietigen" in verwijzing naar de Russisch-Georgische Oorlog van 2008.[43]
- Moldavië - De regering in Moldavië veroordeelde de verkiezing op voorhand als "schending van de fundamentele regels en beginselen van het internationaal recht die zijn vastgelegd in het VN-Handvest en de Helsinki-akkoorden".[44]
- Duitsland - Berlijn beschouwt "deze ‘verkiezingen’ en hun uitkomst als illegaal. Dit geldt ook voor alle andere besluiten van de feitelijke autoriteiten in Zuid-Ossetië die de territoriale integriteit van Georgië schenden."[45]
- Spanje - Spanje wees de verkiezingen af en herhaalde de "krachtige steun voor de soevereiniteit en territoriale integriteit van Georgië binnen het kader van zijn erkende internationale grenzen."[46]
- OVSE - De "Groep van Vrienden van Georgië" keurde de verkiezing in Zuid-Ossetië op voorhand af.[47]
- Transnistrië - De leider van de niet erkende Moldavische afscheidingsrepubliek Transnistrië feliciteerde Gaglojev met zijn overwinning en "sprak de hoop uit voor de verdere ontwikkeling van een langdurige bilaterale samenwerking tussen Transnistrië en Zuid-Ossetië, waardoor de vriendschap tussen de broederlijke volkeren wordt versterkt".[48]
- Volksrepubliek Donetsk - De leider van de door Rusland erkende en gecontroleerde Volksrepubliek Donetsk feliciteerde Gaglojev met zijn overwinning en merkte op dat de "DPR groot belang hecht aan de betrekkingen van strategisch partnerschap en alliantie met Zuid-Ossetië en is vastbesloten om nauw samen te werken om het hele scala aan bilaterale banden op te bouwen".[49]